# Akta zbrodni
Akta zbrodni (ang. Forensic Files) – amerykański telewizyjny serial dokumentalny o tematyce kryminalnej, emitowany od 1996 roku, w reżyserii Richarda Monahana. Początkowo był produkowany pod tytułem Medical Detectives.
Obecnie serial jest emitowany w telewizji TVN Siedem.

## Obsada
- Peter Thomas jako Narrator
- Lee Burkett jako Phineaus Priest
- Jose Hernandez Jr. jako Jay Johnston